# 特魯多柳比夫卡 (馬林區)
50°59′58″N 29°19′33″E / 50.99944°N 29.32583°E
特魯多柳比夫卡（烏克蘭語：Трудолюбівка），是烏克蘭北部的村莊，隸屬日托米爾州的科羅斯滕區。該村始建於1950年，面積0.57平方公里，海拔高度159米，2001年人口61，人口密度每平方公里107.39人。